# 加藤雅昭
加藤 雅昭（かとう まさあき、1955年 - ）は、北海道留萌郡小平村（現小平町）生まれの写真家。
北海道苫小牧東高等学校を卒業後、日本大学芸術学部写真学科へ入学。同大卒業後、集英社・週刊明星写真部に専属として在籍した後、フリーに。「\Wの悲劇」「早春物語」などの映画スチルを経て、雑誌を中心とした人物、環境問題、料理等の報道分野で活動。社団法人日本写真家協会会員。